# Малая Сильга
Малая Сильга — река в России, протекает по Каргасокскому району Томской области. Устье реки находится в 39 км по правому берегу реки Сильга. Длина реки составляет 28 км.

## Данные водного реестра
По данным государственного водного реестра России относится к Верхнеобскому бассейновому округу, водохозяйственный участок реки — Васюган, речной подбассейн реки — Васюган. Речной бассейн реки — (Верхняя) Обь до впадения Иртыша.
Код объекта в государственном водном реестре — 13010800112115200032953.